# Hylesinopsis
Hylesinopsis är ett släkte av skalbaggar. Hylesinopsis ingår i familjen vivlar.

## Dottertaxa tillHylesinopsis, i alfabetisk ordning[1]
- Hylesinopsis acacicolens
- Hylesinopsis africanus
- Hylesinopsis alluaudi
- Hylesinopsis angolanus
- Hylesinopsis angolensis
- Hylesinopsis arabiae
- Hylesinopsis atakorae
- Hylesinopsis ater
- Hylesinopsis baphiae
- Hylesinopsis brincki
- Hylesinopsis confusus
- Hylesinopsis decellei
- Hylesinopsis dimorphus
- Hylesinopsis dubius
- Hylesinopsis emarginatus
- Hylesinopsis endroedyi
- Hylesinopsis ericius
- Hylesinopsis fasciatus
- Hylesinopsis ficus
- Hylesinopsis fuscipennis
- Hylesinopsis granulatus
- Hylesinopsis hirsutus
- Hylesinopsis hispidus
- Hylesinopsis horridus
- Hylesinopsis joveri
- Hylesinopsis kenyae
- Hylesinopsis niger
- Hylesinopsis oblongus
- Hylesinopsis orientalis
- Hylesinopsis pauliani
- Hylesinopsis punctatus
- Hylesinopsis quadrituberculatus
- Hylesinopsis rhodesianus
- Hylesinopsis saudiarabiae
- Hylesinopsis secutus
- Hylesinopsis senegambiensis
- Hylesinopsis seriatus
- Hylesinopsis squamosus
- Hylesinopsis striatus
- Hylesinopsis sulcatus
- Hylesinopsis togonus
- Hylesinopsis ugandae
- Hylesinopsis variegatus